# Attagenus brunneopunctatus
Attagenus brunneopunctatus es una especie de coleóptero de la familia Dermestidae.

## Distribución geográfica
Habita en Egipto, Túnez, Israel, Palestina y  Siria.